# Zolotye roga
Zolotye roga (Золотые рога) è un film del 1972 diretto da Aleksandr Arturovič Rou.

## Trama
È stato tanto tempo fa. Sul lato della nostra vena luminosa della foresta, il Cervo - Corna d'Oro. Ha sempre difeso i piccoli, i deboli, ma non ha mai perdonato il male a nessuno. Ma un giorno, all'alba, i cattivi apparvero nella foresta. La malvagia Baba Yaga ha trascinato e stregato due bambine. La loro madre va in cerca. Il cervo fiabesco Golden Horns le regala un anello magico che la aiuterà in un viaggio lungo e pericoloso.